# La Media Torta
La Media Torta es un escenario público de la ciudad de Bogotá, situado en los cerros orientales de la ciudad. Fue inaugurada el 13 de agosto de 1938, en la celebración del cuarto centenario de la fundación de Bogotá. A comienzos de los años 1960 y finales de los 1970, se convirtió en un espacio para la presentación de reconocidos artistas internacionales. En este escenario, nacieron importantes festivales como Rock al Parque y Hip Hop al Parque. 

## Programación
Ofrece programación artística semanal diversa, multicultural, de acceso gratuito y dirigida a un público amplio, haciendo énfasis para la población joven y las personas de la tercera edad. Es un escenario en el que se presentan eventos artísticos de todos los géneros. 
Se conoce como "tortazos" a los eventos de fin de semana asociados a festividades de la ciudad, iniciativas de la población vecina o etnias culturales del país.

## Historia
A principios del siglo XX la ciudad de Bogotá crecía de manera desordenada debido a la migración de personas del campo a la ciudad por los procesos de industrialización que se estaban dando. A consecuencia de esta llegada en masa de personas del campo, las clases sociales en la ciudad eran mucho más marcadas que en otros lugares del país. 
Por esta razón, durante el mandato del entonces alcalde Jorge Eliécer Gaitán, en el año 1936 se constituyeron diversos planes de ordenamiento para que la ciudad creciera de forma ordenada. Dentro de estos planes se pensó en la creación de un teatro público y gratuito para la población campesina que llegaba a Bogotá.
Cuando el alcalde de la ciudad era Gustavo Santos, el Consejo Británico le regaló a la ciudad la construcción de un escenario cultural. El 13 de agosto de 1938 Pascke Smith, ministro de Inglaterra, entregó oficialmente el Teatro al aire libre "La Media Torta". A la ceremonia de inauguración asistieron el presidente de la República Eduardo Santos, los ministros del gabinete, miembros del cuerpo diplomático de Inglaterra y personalidades inglesas residentes en Bogotá.
Al momento de su inauguración, era el único escenario para las clases obreras y los vecinos del sector. Todos los domingos se presentaban muestras artísticas y transmisiones radiales de novelas en directo. Entre los años 60 y principios de los 70, reconocidos artistas como Celia Cruz, Leonor González Mina, Julio Iglesias, Raphael, Piero y Nelson Ned se presentaron en este escenario.
Durante los años siguientes, "La Media Torta" entró en un largo período de recesión. Además del visible deterioro de su planta física, se redujo progresivamente la imagen entre la ciudadanía. En 1978 se conforma el Instituto Distrital de Cultura y Turismo que replanteó la programación del Teatro y remodeló en 1981 las instalaciones, aumentando la capacidad de 3.000 a 7.000 espectadores. 
A través del proyecto "Cultura Ciudadana" del programa de gobierno del alcalde Antanas Mockus se hicieron campañas entre 1997 y 1998 para fortalecer la imagen de "La Media Torta", con el ánimo de convertirla en un escenario competitivo para las necesidades de recreación de la ciudad y el país.